# AGM-86

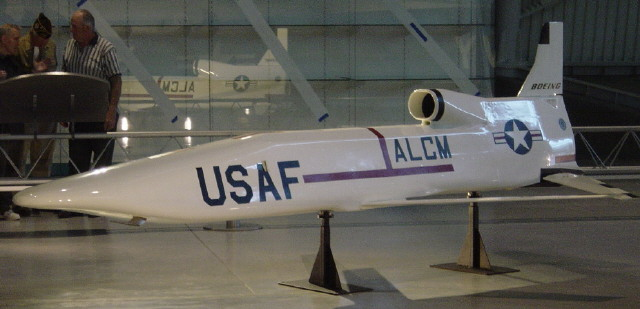
Americká řízená střela AGM-86A v muzeu

Boeing AGM-86 ALCM/CALCM (zkratka znamená (Conventional) Air-Launched Cruise Missile) je první americká podzvuková řízená střela s plochou dráhou letu dalekého dosahu. Podle amerického kódového označení z roku 1962 jde o řízenou střelu odpalovanou ze vzduchu určenou k ničení povrchových cílů. Nosičem byl strategický bombardér Boeing B-52 Stratofortress.
Je charakteristická svými výklopnými nosnými plochami a velkým vstupním kanálem přívodu vzduchu do proudového motoru Williams F107-WR-10.
Exempláře AGM-86A a AGM-86B se nacházejí v muzeu Steven F. Udvar-Hazy Center v Chantilly ve Virginii.

## Varianty
AGM-86A
Byl to vývojový prototyp připravovaný od roku 1974. Tato verze byla menší a méně propracovaná než následná finální verze. Nebyla nikdy zavedena do výzbroje.
AGM-86B
Známá jako AGM-86B Extended Range Vehicle (ERV)
AGM-86C CALCM
Známá i jako ALCM-C
AGM-86D CALCM
Je finální verzí s konvenční tříštivo-trhavou bojovou hlavnicí o hmotnosti 455 kg, která byla vyvinuta v druhé polovině 80. let. Je známa také pod označením CALCM (Conventional Air Launched Cruise Missile).